# Park Narodowy Przełęczy Shtame
Park Narodowy Przełęczy Shtame ((alb.) Parku Kombëtar Qafë Shtama) obejmuje obszar 2000 ha w okręgu Kruja i okręgu Mat, w Albanii. Znajduje się pomiędzy miastami Kruja i Burrel. Od południa graniczy z Parkiem Narodowym Dajti. Założony został w 1996 r. Park obejmuje przełęcz Shtame oraz okoliczna szczyty górskie z najwyższym szczytem Maja e Liqenit o wysokości 1723 m n.p.m. Drugim co wysokości szczytem jest Maja e i Rjepat Qetkolës (1686 m n.p.m.).
Droga wiodąca z Kruji do parku przebiega przez kanion Vaja, ukształtowany przez wody rzeki Droja, a dochodzący do głębokości 600-700 metrów. Legenda głosi, że za okupacji tureckiej 90 dziewic rzuciło się w kanion, aby uniknąć pojmania przez Turków.
Na terenie parku znajdują się źródła wód mineralnych. Najbardziej znanym jest źródło Królowej Matki ((alb.) Kroi i Nenes Mbretëreshë). Nazwa została nadana na cześć matki króla Zogu I, która w 1932 roku zleciła przebadać wody ze źródła. Woda jest rozlewana w rozlewni usytuowanej 200 metrów od źródła i sprzedawana w Albanii pod marką "Qafshtama".